# 맞꼭지각

두 직선이 교차할 때 두 쌍의 맞꼭지각이 생긴다. 한 쌍은 각 A와 B로 구성되며, 다른 쌍은 각 C와 D로 구성된다.

기하학에서 맞꼭지각(vertical angle)이란 교차하는 두 직선이 한 점에서 만날 때 생기는 한 쌍의 교각 중 서로 이웃하지 않는 것을 뜻한다. 대정각(對頂角)이라고도 한다.

## 맞꼭지각 정리
두 개의 직선이 한 점에서 만날 때 4개의 각이 형성되며, 서로 이웃하지 않는 각을 맞꼭지각이라고 부른다. 한 쌍의 인접한 각은 서로 보각 관계를 이루며, 한 쌍의 맞꼭지각은 서로 그 크기가 같아 합동을 이룬다.

### 증명
두 직선 AB와 CD의 교점을 O라 하면,
∠AOB와 ∠COD는 평각이므로
∠AOC+∠AOD=180° ……(1)
∠BOD+∠AOD=180° ……(2)
(1), (2)에 의해서
∠AOC+∠AOD=∠BOD+∠AOD
∴∠AOC=∠BOD